# Pfarrkirche Markgrafneusiedl

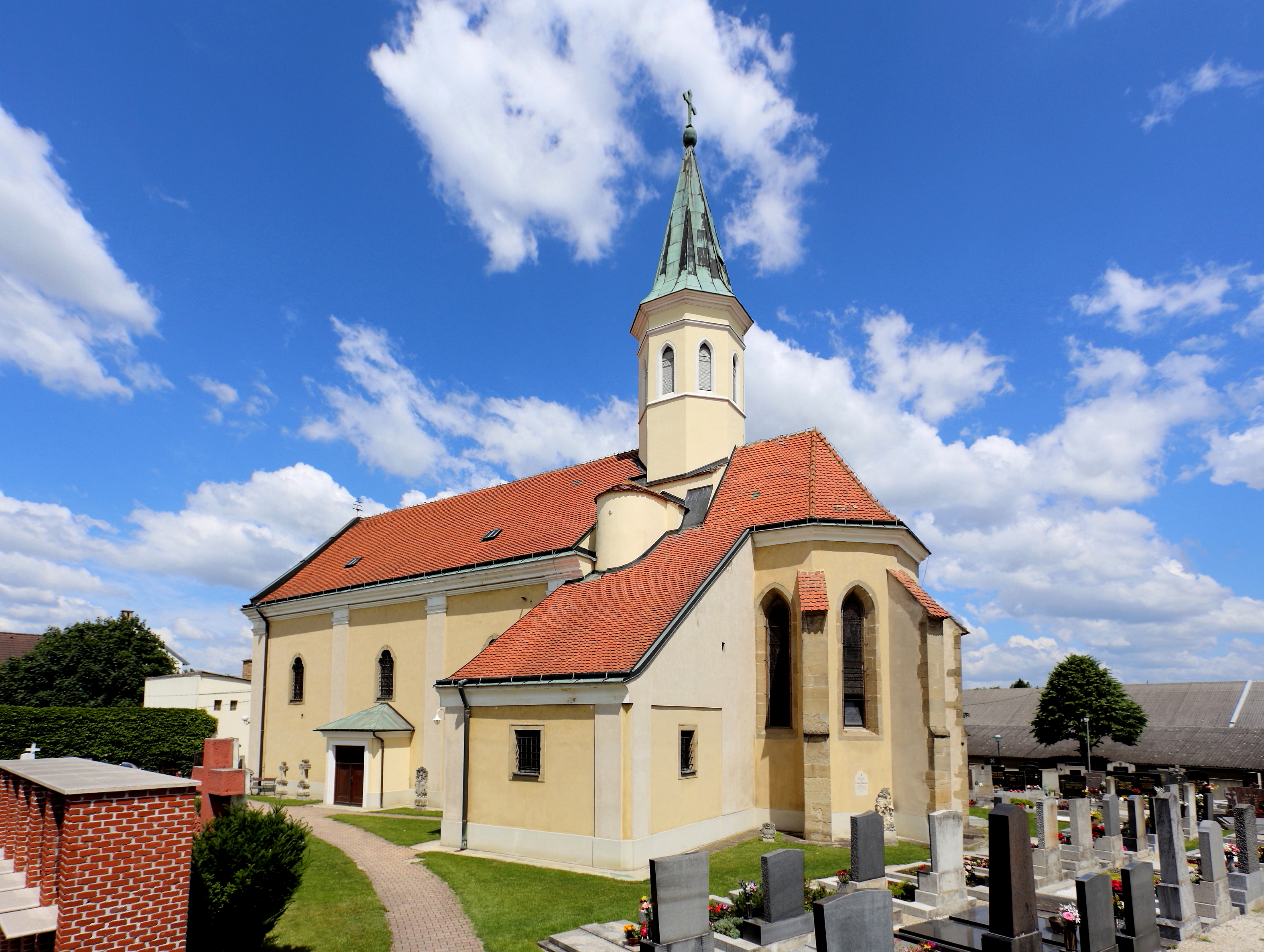
Pfarrkirche Mariä Himmelfahrt mit Friedhof

Die Pfarrkirche Mariä Himmelfahrt ist eine römisch-katholische Kirche in der Gemeinde Markgrafneusiedl in Niederösterreich und gehört zum Dekanat Marchfeld.
Die große, im Kern gotische Kirche an der nördlichen Hintausstraße ist von einem Friedhof umgeben.

## Äußerer Kirchenbau
Das hohe Langhaus mit Pilastergliederung und einem umlaufenden Gesims hat Rundbogenfenster und ein mächtiges Satteldach. Die schlichte Westfassade mit Rundbogenfenstern und einem Spitzgiebel hat eine Nische mit einer barocken Figur Maria Immaculata aus dem 18. Jahrhundert, die von Rundfenstern flankiert ist. Der gotische Chor hat hohe Spitzbogenfenster und kräftige Strebepfeiler mit Wasserschlägen. Im Norden, in der Ecke von Langhaus und Chor steht die eingeschoßige, ehemalige, gotische Sakristei mit kleinen, frühgotischen Fenstern. Im Süden ist die barocke, eingeschoßige Sakristei aus 1753 mit Lisenengliederung angebaut. Über dem westlichen Chorjoch steht der bis zum Dachfirst quadratische, gotische Ostturm, der darüber achteckig weiter geführt wird. Er hat spitzbogigen Schallfenster, ein rezentes Zeltdach und im Süden einen leicht vorkragenden Treppenaufgang.
Im Friedhof sind in der Nähe der Langhaussüdwand einige barocke Grabsteine aus der 2. Hälfte des 18. Jahrhunderts aufgestellt.

## Innerer Kirchenbau
Das dreijochige Langhaus ist platzlgewölbt zwischen Gurten auf Wandpfeilern mit stuckierter Pilastergliederung. Die dreiteilige, platzunterwölbte Empore ruht auf Pfeilern. Der Triumphbogen hat eine Spitzbogen. Der zweijochige Chor mit Fünfachtelschluss hat ein Kreuzrippengewölbe mit Schlusssteinen, der östliche mit einem figuralen Lamm Gottes. Die beiden Gewölbe der Chorjoche sind durch Verstärkungspfeiler des Turmerdgeschoßes getrennt. Die zweijochige, ehemalige Sakristei hat ein Kreuzrippengewölbe mit Schlusssteinen auf Konsolen von ca. 1330 und ein spätgotisches Portal. Die barocke Sakristei ist platzlgewölbt. Unter dem Chor bis zur Mitte des Langhauses reicht eine Gruft mit einem Ossarium für die in der Schlacht von Deutsch-Wagram 1809 gefallenen Krieger. Die Glasfenster wurden 1911 geschaffen.

## Ausstattung
Der Hochaltar mit einer freistehenden Mensa, darauf mit ein spätklassizistischer Tabernakel mit adorierenden Engeln, wurde 1836 gebaut. Das Altarretabel zeigt Mariä Aufnahme in den Himmel und wurde 1772 von Johann Karl Auerbach gemalt. Die Seitenaltäre stammen aus der Mitte des 18. Jahrhunderts. Der linke Altar zeigt das Bild des hl. Martin aus dem ersten Viertel des 20. Jahrhunderts mit den barocken Seitenfiguren der Heiligen Apollonia und Ottilia und im Auszug Putti, der rechte Altar das Bild Christus am Kreuz mit Armen Seelen aus 1758, darunter das Bild der Schmerzhaften Muttergottes aus der Mitte des 18. Jahrhunderts und die barocken Seitenfiguren Maria und Johannes. Es gibt die Figuren der Heiligen Petrus und Paulus, früher am Hochaltar von 1836. Eine Herz-Jesu-Statue und die Figur hl. Josef sind vom Anfang des 20. Jahrhunderts. Die Kreuzwegbilder sind aus der 1. Hälfte des 19. Jahrhunderts. Die Betstühle sind von 1784. Der mariatheresianische Luster aus dem 18. Jahrhundert hing bis 1902 in der Kapelle vom Schloss Augarten in Wien. Der barocke Taufstein ist aus dem Ende des 17. Jahrhunderts. In der Sakristei ist ein barocker Sakristeischrank mit einer Kreuzigungsgruppe und ein Kruzifix aus der 2. Hälfte des 18. Jahrhunderts. In der ehemaligen Sakristei steht ein barocker Tragealtar, datiert 1688.
Das reiche, barocke Orgelgehäuse schuf 1870 Johann Ignaz Wiest. Das Orgelwerk ist aus dem Jahr 1955 von Johann M. Kauffmann.

## Pfarrhof
Der schlichte zweigeschoßige Bau mit Satteldach ist über dem seitlichen Rundbogenportal mit 1616 bezeichnet.